# Massarina igniaria
Massarina igniaria är en svampart som först beskrevs av C. Booth, och fick sitt nu gällande namn av Aptroot 1998. Massarina igniaria ingår i släktet Massarina och familjen Massarinaceae.   Inga underarter finns listade i Catalogue of Life.